# وینچنزو گالیله
وینچنزو گالیله (انگلیسی: Vincenzo Galilei؛ ۳ آوریل ۱۵۲۰ – ۲ ژوئیه ۱۵۹۱) آهنگساز، لوت‌نواز و نظریه‌پرداز موسیقی اهل ایتالیا بود. او پدر گالیلئو گالیله دانشمند مشهور است و یکی از چهره‌های تاثیرگذار در تحولات موسیقایی اواخر رنسانس است. او به انقلاب موسیقی آن دوره، که آغاز دوره موسیقی باروک است، کمک زیادی کرده است.
وینچنزو هنگام مطالعه گام و کشش تارها، احتمالاً اولین توصیف ریاضیاتی غیرخطی در مورد پدیده‌های طبیعی را ارائه کرده است. این کار او، پیروی از سنت فیثاغورس بود اما از آن فراتر رفت. بسیاری از دانشمندان، اعتبار او را در جهت‌دهی به فعالیت‌های پسرش و رهنمون کردن او از ریاضیات خالص و محض به آزمایش کردن و تحلیل کمی نتایج با استفاده از ریاضیات، می‌دانند؛ مسیری که بیشترین اهمیت را برای تاریخ فیزیک و علوم طبیعی دربرداشته است.

## صوت‌شناسی
وینچنزو گالیله از پیشگامان صوت‌شناسی سیستماتیک است. به‌خصوص تحقیقاتش (به کمک فرزندش) در فرمول ریاضی تارهای کشیده‌شده. گالیله (پسر) به زندگی‌نامه‌نویس خود گفته که وینچنزو، او را با ایده آزمون سیستماتیک و اندازه‌گیری در زیرزمین خانه‌شان آشنا کرده است. او در آن‌جا، رشته‌های مختلف سیم لوت را در اندازه‌های مختلف به وزنه‌هایی با وزن‌های متفاوت تحت کشش قرار داده بود و آزمون و اندازه‌گیری‌هایش را به این صورت انجام می‌داده است. 
وینچنزو، به کشفیات مهمی در صوت‌شناسی دست یافت. به‌ویژه فیزیک تارهای مرتعش و ستون‌های هوا. او دریافت که فاصله متناسب با طول تار یا رشته است (برای مثال، این نسبت در پنجم درست، ۳:۲ است) که با ریشه دوم کشش اعمال‌شده، تغییر می‌کند (با ریشه سوم برای حجم هوا). در مورد تارهای کوک‌شده در پنجم درست، وزنه‌های متصل‌شده، لازم است با نسبت ۹:۴ باشند تا تناسب ۳:۲ پنجم درست، ایجاد شود. این روش، بعدها توسط مارین مرسن که قاعده صحیح تارهای مرتعش را فرموله کرد، ادامه و گسترش یافت.